# Liga Națională 2014-2015 (pallacanestro maschile)
La Liga Națională 2014-2015 è la 65ª edizione del massimo campionato rumeno di pallacanestro maschile. Il detentore del titolo di campione di Romania è il CSU Asesoft Ploiești.

## Regolamento
Rispetto alla stagione precedente, mancano all'appello Concordia Chiajna, Farul Constanţa e il neopromosso Ştiinţa Bucarest che hanno rinunciato ad iscriversi. Dalla Liga I è salita quindi solo la Universitatea Cluj-Napoca portando a 13 il numero di club iscritti.
Le 13 squadre partecipanti disputano un girone unico all'italiana, con partite d'andata e ritorno. Al termine della stagione regolare, le prime otto classificate vengono ammesse ai play-off per il titolo. Sono previste due retrocessioni in Liga I per le ultime due classificate.

## Regular season
|  |     | Classifica stagione regolare 2014-2015 | PT | G  | V  | P  | PF   | PS   |
|  | --- | -------------------------------------- | -- | -- | -- | -- | ---- | ---- |
|  | 1.  | CSU Asesoft Ploiești                   | 43 | 24 | 19 | 5  | 1992 | 1778 |
|  | 2.  | Steaua CSM EximBank Bucarest           | 42 | 24 | 18 | 6  | 2056 | 1904 |
|  | 3.  | U Banca Transilvania Cluj-Napoca       | 40 | 24 | 16 | 8  | 2000 | 1769 |
|  | 4.  | CS Energia Târgu Jiu                   | 39 | 24 | 15 | 9  | 1940 | 1828 |
|  | 5.  | BCM U Pitești                          | 38 | 24 | 14 | 10 | 1970 | 1949 |
|  | 6.  | BC Mureș Târgu Mureș                   | 37 | 24 | 13 | 11 | 1978 | 1843 |
|  | 7.  | CSM Oradea                             | 37 | 24 | 13 | 11 | 2040 | 2022 |
|  | 8.  | BC Timișoara                           | 36 | 24 | 12 | 12 | 1928 | 1875 |
|  | 9.  | CS Gaz Metan Mediaș                    | 35 | 24 | 11 | 13 | 1871 | 1926 |
|  | 10. | CSU Atlassib Sibiu                     | 34 | 24 | 10 | 14 | 1855 | 1860 |
|  | 11. | SCM Universitatea Craiova              | 34 | 24 | 10 | 14 | 1865 | 1933 |
|  | 12. | BC Timba Timișoara                     | 29 | 24 | 5  | 19 | 1812 | 2024 |
|  | 13. | CS Universitatea Cluj-Napoca           | 24 | 24 | 0  | 24 | 1633 | 2229 |

## Playoff

### Tabellone
|  | Quarti di finale | Quarti di finale | Quarti di finale |             |                  | Semifinali       | Semifinali      | Semifinali |             |                 | Finale          | Finale          | Finale |  |
|  |                  |                  |                  |             |                  |                  |                 |            |             |                 |                 |                 |        |  |
|  | 1                | Asesoft Ploiești | 3                |             |                  |                  |                 |            |             |                 |                 |                 |        |  |
|  | 1                | Asesoft Ploiești | 3                |             |                  |                  |                 |            |             |                 |                 |                 |        |  |
|  | 8                | BC Timișoara     | 1                |             |                  |                  |                 |            |             |                 |                 |                 |        |  |
|  | 8                | BC Timișoara     | 1                |             | Asesoft Ploiești | Asesoft Ploiești | 3               |            |             |                 |                 |                 |        |  |
|  |                  |                  |                  |             | Asesoft Ploiești | Asesoft Ploiești | 3               |            |             |                 |                 |                 |        |  |
|  |                  |                  | CS Rovinari      | CS Rovinari | 1                |                  |                 |            |             |                 |                 |                 |        |  |
|  | 4                | CS Rovinari      | CS Rovinari      | CS Rovinari | 1                | 3                |                 |            |             |                 |                 |                 |        |  |
|  | 4                | CS Rovinari      |                  |             |                  |                  |                 |            |             |                 |                 |                 |        |  |
|  | 5                | Pitești          | 0                |             |                  |                  |                 |            |             |                 |                 |                 |        |  |
|  | 5                | Pitești          | 0                |             | Asesoft Ploiești | Asesoft Ploiești | 3               |            |             |                 |                 |                 |        |  |
|  |                  |                  |                  |             |                  |                  |                 |            |             |                 |                 |                 |        |  |
|  |                  |                  | Mureș            | Mureș       | 0                |                  |                 |            |             |                 |                 |                 |        |  |
|  | 2                | Steaua Bucarest  | Mureș            | Mureș       | 0                | 3                |                 |            |             |                 |                 |                 |        |  |
|  | 2                | Steaua Bucarest  |                  |             |                  | 3                |                 |            |             |                 |                 |                 |        |  |
|  | 7                | CSM Oradea       | 0                |             |                  |                  |                 |            |             |                 |                 |                 |        |  |
|  | 7                | CSM Oradea       | 0                |             | Steaua Bucarest  | Steaua Bucarest  | 0               |            |             | Finale 3º posto | Finale 3º posto | Finale 3º posto |        |  |
|  |                  |                  |                  |             | Steaua Bucarest  | Steaua Bucarest  | 0               |            |             |                 |                 |                 |        |  |
|  |                  |                  | Mureș            | Mureș       | 3                |                  |                 |            |             |                 |                 |                 |        |  |
|  | 3                | U Cluj           | Mureș            | Mureș       | 3                | 0                |                 |            | CS Rovinari | CS Rovinari     | 2               |                 |        |  |
|  | 3                | U Cluj           |                  |             |                  |                  |                 |            | CS Rovinari | CS Rovinari     | 2               |                 |        |  |
|  | 6                | Mureș            | 3                |             |                  | Steaua Bucarest  | Steaua Bucarest | 0          |             |                 |                 |                 |        |  |

| Liga Națională 2014-2015    |
| --------------------------- |
| Asesoft Ploiești 11º titolo |